# Der Kaiser von Atlantis
Der Kaiser von Atlantis oder Die Tod-Verweigerung (L'imperatore di Atlantide ovvero Il rifiuto della morte) è un'opera lirica in un atto di Viktor Ullmann su libretto di Peter Kien. Ullmann e Kien, internati nel ghetto di Theresienstadt (Terezín), collaborarono alla stesura dell'opera nella seconda metà del 1943. Sebbene si tennero delle prove a Terezín nel marzo del 1944 con il direttore d'orchestra Rafael Schächter, l'opera non venne mai rappresentata sul palcoscenico della Sokolhaus di Theresienstadt, giacché la censura nazista ritenne che il personaggio principale, l'imperatore Overall (anglismo per Über Alles), fosse la satira di un sovrano totalitarista.

## Dalla composizione alla prima
L'opera è anche nota con il titolo Der Kaiser von Atlantis oder Der Tod dankt ab, ovvero L'imperatore di Atlantide o L'abdicazione della morte, leggenda in quattro scene.
Prima del trasferimento ad Auschwitz, Ullmann affidò manoscritti, saggi e ogni documento in suo possesso all'amico e compagno di cella Dott. Emil Utitz, bibliotecario presso il campo e scampato alla prigionia. Lo spartito del Kaiser venne consegnato ad un altro sopravvissuto, il Dott. Hans Günther Adler, che dopo la guerra si trasferì a Londra. La partitura, ritenuta per decenni perduta, venne ritrovata nel 1972 dal direttore d'orchestra Kerry Woodward. Si trattava di una copia di lavoro tutt'altro che completa, con modifiche, cancellazioni e variazioni apportate nel corso delle prove di Terezín. Woorward introdusse numerosi cambiamenti: in particolare, nel finale dell'opera, alla strumentazione dell'Aria della Morte, variata in alcuni accordi per clavicembalo e con l'aggiunta di tromba e flauto.
Il 16 dicembre 1975, presso il Bellevue Centre di Amsterdam, la Nederlandse Opera presentò in anteprima mondiale Der Kaiser von Atlantis, con Woodward alla direzione dello spartito da lui stesso redatto.

## Versioni successive

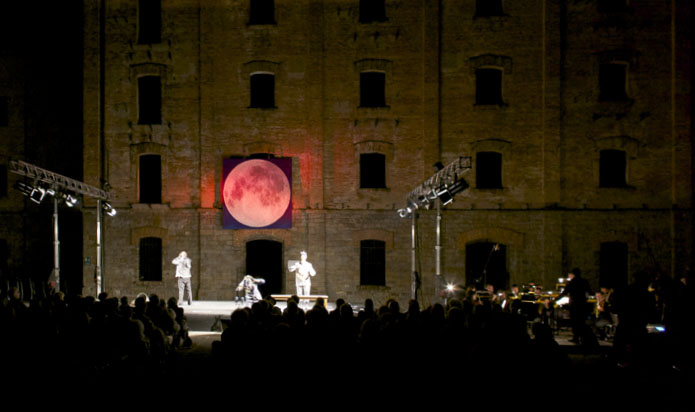
Der Kaiser von Atlantis in scena alla Risiera di San Sabba, Trieste (2012)

La produzione venne replicata nel 1976 a Bruxelles e Spoleto e riallestita per la prima americana nell'aprile del 1977 dal San Francisco Spring Opera Theater. Il 18 maggio 1977 il New Opera Theater presentò la prima newyorkese al Lepercq Space con la Brooklyn Academy of Music. Tutte queste esecuzioni vennero dirette da Woodward.
Nel 1981, Michael Graubart e Nicholas Till approntarono un'edizione più fedele ai manoscritti del Dott. Adler. Non rinnegarono tutte le scelte di Woodward, ma preferirono la partitura del 1943-1944 alla maggior parte delle modifiche apportate da quest'ultimo. L'edizione di Graubart e Till fornì le basi per la prima inglese del 15 maggio 1981 allo Studio Theatre del Morley College di Londra e per le rappresentazioni del maggio 1985 all'Imperial War Museum.
Un'ulteriore ricostruzione della partitura originale ebbe luogo tra il 1992 e il 1998, con Ingo Schultz, Karel Berman (il basso-baritono nella parte della Morte a Terezín) e Herbert Thomas Mandl (violinista e musicista nelle opere musicali di Ullmann a Terezín) a capo della ricerca musicale, in collaborazione con ARBOS - Società per la Musica e Teatro. Successivamente si aggiungse al gruppo di lavoro Paul Kling, primo violino alle prove di Terezín. Per la prima volta, quindi, vennero coinvolti in una produzione dell'opera i musicisti sopravvissuti a Theresienstadt. L'ARBOS presentò il Der Kaiser von Atlantis di Schultz, Berman, Kling e Mandl in Austria (Klagenfurt, Hallein, Vienna, 1993-2001), Repubblica Ceca (al Národní Památník di Praga, 1993, miglior produzione operistica dell'anno; a Theresienstadt, nella prima rappresentazione del 1995, 51 anni dopo la prova generale; al Veletržní palác di Praga, 1998), Germania (Hellerau, Dresda, 1994), Svezia (Kulturhuset, Stoccolma, 1995), Canada (National Arts Centre, Ottawa-Montréal, 1994-1996) e Stati Uniti d'America (1998, tra cui un'esecuzione al U.S. Holocaust Memorial Museum di Washington D.C. e una coproduzione del Los Angeles Museum of the Holocaust e dell'American Legion Building di Hollywood, con il patrocinio di E. Randol Schoenberg, la nipote del compositore Arnold Schönberg).
Nel 1992, lo Staatstheater di Saarbrücken presentò una produzione degna di nota dell'opera di Ullmann. Altre rappresentazioni di successo vennero eseguite dalla City Opera di Vancouver (2009), dalla Long Beach Opera (2009), dalla Boston Lyric Opera (2011), dalla Dioneo Opera (Londra, 2011), dalla English Touring Opera a Londra e in altre città del Regno Unito (2012) e dalla Staatsoper a Berlino (2013).
In Italia è andata in scena nel 2002 al Teatro Massimo di Palermo,
nel 2003 ad Aulla (direttore Giuseppe Bruno, versione ritmica in italiano a cura di Valerio Valoriani), nel 2004 al Festival dei Due Mondi di Spoleto (direttore James Conlon), l'11 marzo 2010 a Barletta (direttore Paolo Candido), il 27 settembre 2012 al Teatro Verdi di Muggia e il 2 ottobre 2012, con la regia di Lino Marrazzo, la direzione di Davide Casali e le scene del pittore Endri Kosturi, alla Risiera di San Sabba (Trieste), in quello che fu l'unico campo di concentramento sul territorio italiano e dell'Europa occidentale occupata a essere dotato di un forno crematorio.

## Musica
La partitura è suddivisa in venti brevi sezioni e dura circa cinquanta minuti. Alcune parti vengono danzate e ci sono lunghi parlati. L'orchestrazione del 1943 è per un ensemble da camera formato da tredici strumenti (gli unici disponibili a Terezín), alcuni dei quali di utilizzo poco frequente come il banjo, l'harmonium, il sassofono contralto e il clavicembalo.

## Personaggi
| Personaggio                         | Voce           | Theresienstadt (prove) 1943 - 1944 | Prima mondiale 16 dicembre 1975 | Theresienstadt (prima rappresentazione) 23 maggio 1995 | Spoleto Festival 8 luglio 2004 | Risiera di San Sabba 2 ottobre 2012 |
| ----------------------------------- | -------------- | ---------------------------------- | ------------------------------- | ------------------------------------------------------ | ------------------------------ | ----------------------------------- |
| Kaiser Overall (Imperatore Overall) | baritono       | Walter Windholz                    | Meinard Kraak                   | Steven Swanson                                         | Brian Mulligan                 | Nicolò Ceriani                      |
| Der Lautsprecher (L'Altoparlante)   | basso-baritono | Bedrich Borges                     | Lodewijk Meeuwsen               | Rupert Bergmann                                        | Alvin Crawford, Nico Castel    | Hektor Leka                         |
| Ein Soldat (Un soldato)             | tenore         | David Grünfeld                     | Rudolf Ruivenkamp               | Johannes Strasser                                      | Matthew Garrett                | Dax Velenich                        |
| Harlekin (Arlecchino)               | tenore         | David Grünfeld                     | Adriaan van Limpt               | Johannes Strasser                                      | Steven Paul Spears             | Francesco Paccorini                 |
| Bubikopf (Una giovane donna)        | soprano        | Marion Podolier                    | Roberta Alexander               | Stefanie Kahl                                          | Hanan Alattar                  | Karina Oganjan                      |
| Der Tod (La Morte)                  | basso-baritono | Karel Berman                       | Tom Haenen                      | Krassimir Tassev                                       | Daniel Gross                   | Giuliano Pelizon                    |
| Der Trommler (Il tamburino)         | mezzosoprano   | Hilde Aronson‐Lindt                | Inge Frölich                    | Ingrid Niedermair                                      | Alison Tupay                   | Martina Rinaldi                     |

## Analisi dell'opera
John Rockwell (al New York Times dal 1972 al 2006) cita l'opera come il racconto «dell'abdicazione della Morte di fronte agli orrori universali della vita». Harold Schonberg (Premio Pulitzer nel 1971) scrive che «la trama trasmette più forza ed interesse che la musica... In parecchi punti il lavoro di Ullmann assomiglia ad un'opera». Molte recensioni fanno notare l'ineluttabile imposizione della Morte all'Imperatore affinché sia il primo a morire, mentre altre accentano una scelta consapevole con cui, «prodigiosamente, l'Imperatore si avvede dei propri crimini» e, per «permettere alla Morte di salvare milioni di persone dall'agonia di una vita senza morte... si immola come prima vittima».
Il direttore d'orchestra James Conlon, noto interprete di Zemlinsky e dei compositori che subirono la persecuzione nazista, descrive Der Kaiser von Atlantis tanto come una satira politica quanto come l'apologo della speranza in cui l'isolato Overall impersonifica Hitler e Tamburino la sua confidente Eva Braun, mentre i giovani amanti e Arlecchino incarnano «il mondo smarrito delle semplici emozioni umane».
Anthony Tommasini, critico musicale e caporedattore del New York Times, elenca tra le influenze di Ullmann la radicalità giovanile di Hindemith mentre Allan Kozinn, recensore del New York Times, scrive che Ullmann utilizzò «un linguaggio musicale onnivoro che attinge sia dallo stile popolare che da quello classico».
Alessandro Carrieri, studioso di musica concentrazionaria, evidenzia che: «Con quest'opera è possibile far conoscere la Shoah attraverso l'arte e la cultura: la musica diventa così salvazione contro le violenze perpetrate dai nazisti nei Ghetti e nei Lager. La musica di Viktor Ullmann riuscì a sopravvivere alle violenze, come salvazione, come antidoto, come modo di resistere alle sofferenze e alle torture, ma anche come testimonianza di una funzione sua propria di dare forza, raccontare fatti, testimoniare eventi, trasmettere emozioni». Infatti, come raccontò lo stesso Ullmann: «Devo sottolineare che Theresienstadt è servito a stimolare, non a impedire, le mie attività musicali; che in nessun modo ci siamo seduti sulle sponde dei fiumi di Babilonia a piangere; che il nostro rispetto per l'Arte era commensurato alla nostra voglia di vivere. Ed io sono convinto che tutti coloro, nella vita come nell'arte, che lottano per imporre un ordine al Caos, saranno d'accordo con me».
Andrew Porter (direttore d'orchestra e critico musicale inglese) riassume efficacemente l'opera: «La trama non è un'allegoria prestabilita ma piuttosto un'elusiva figurazione, introduttiva alla morte, di uno sconsiderato e sanguinario sovrano, forse redento alla fine ma, con faustiana visione, destinato a soccombere in un paradiso naturale non più deturpato dagli uomini; infatti, se il suo folle sogno si avverasse, tutta l'umanità perirebbe».

## Sinossi
Prologo
Der Kaiser von Atlantis si apre con il Prologo, articolato come un melodramma, dove si avvertono echi da Die Dreigroschenoper (L'opera da tre soldi) di Kurt Weill, nel quale risuona un motivo ricorrente in tutta la partitura del Kaiser e che unisce i diversi linguaggi musicali utilizzati da Ullmann. Der Lautsprecher (L'Altoparlante), voce fuori campo, introduce la scena e presenta i personaggi. Le sue parole (Hallo, hallo!) sono una citazione della sinfonia N. 2 in Do minore, Asräl (L'angelo della morte), Op. 27 di Josef Suk e viene riproposta più volte nel corso dell'opera.
Quadro primo
Harlekin (Arlecchino) parla della sua misera vita, priva di felicità e amore. Der Tod (la Morte) gli si avvicina e assieme, seduti su una panca, si rammaricano della loro cupa esistenza in cui nessuno dei due trova più posto. Arlecchino si annoia, vorrebbe farla finita, ma la Morte sminuisce il suo oscuro desiderio e gli spiega quanto più tragica sia la sua vita, sfinita da un millenario mestiere ed estranea in un mondo ove gli uomini non rispettano più nemmeno lei stessa. Si ravvisa un riferimento alla condizione dei deportati nelle parole di Harlekin (Arlecchino): «Vielleicht Dienstag? Mittwoch? Freitag? Einer wie der andere» («Che sia martedì? Mercoledì? Venerdì? Tanto, uno vale l'altro»). Arlecchino canta l'aria Der Mond geht auf den Firsten (Sale la luna sopra le cime), simboleggiante l'amore per la vita nonché citazione del Der Trinkene im Fruhling (L'ubriaco a primavera), tratto dal mahleriano Das Lied von der Erde (Il canto della terra). Poi nomina la luna e il sangue, in un'atmosfera densa di elementi surreali che ricorda il Pierrot Lunaire Op. 21 di Schönberg dove, nella prima scena, Pierrot canta alla luna vivendo tormenti e angosce. Alla fine del quadro, preceduto dalle note dell'Asräl, appare Der Trommler (Il Tamburino) che proclama l'editto imperiale (Allegro con brio 4/4): «Ognuno, sia maschio che femmina, sia bambino che uomo, porterà le armi e combatterà per l'annientamento del male con l'antica alleata Morte». Vengono elencati i titoli nobiliari dell'Imperatore sulle note dell'inno nazionale tedesco Deutschland Deutschland über alles (armonizzato in tonalità minore), un grottesco inno dal sapore weilliano. La Morte, ritenendosi offesa e usurpata nel ruolo dall'antico alleato, condanna l'editto e canta ad Arlecchino un tema ostinato: «Hörst du, wie sie mich höhnen? Die Seelen nehmen kann nur ich!» («Senti come si fan beffa di me? Io sola posso prendere le anime!»). Spezza la spada e sentenzia che nessuno più potrà morire: «Ich mache die Zukunft der Menschen groß und lang!!» («Io rendo grande e lungo il destino degli uomini!!»).
Quadro secondo
Il palazzo imperiale è vuoto e freddo. C'è posto solamente per uno scrittoio e una grande cornice, velata da un drappo nero che cela uno specchio. Chiuso nella sua reggia, l'Imperatore Overall impartisce ordini e controlla le operazioni di guerra parlando con un irreale Altoparlante che lo informa sugli eventi: «Die Einwohner sind tot. Leichen wurden der Verwertungsanstalt übergeben» («Gli abitanti sono morti. I cadaveri sono stati consegnati all'Istituto di Riciclaggio»). L'Imperatore chiede dettagli sulla quantità: «Wieviel?» («Quanti?») e l'Altoparlante, incarnando la fredda macchina burocratica nazista, risponde: «Zehntausend Kilo Phosphor» («Diecimila chili di fosforo»). Con sgomento, tuttavia, Overall si avvede degli attentatori ancora in vita ad impiccagione avvenuta. L'Altoparlante riferisce infatti che è scoppiata una strana malattia che non permette ai soldati di morire: «Tausende ringen mit dem Leben, um sterben zu können» («In migliaia lottano con la vita per poter morire»). L'Imperatore, timoroso di perdere il suo potere, cerca di capovolgere la situazione a suo favore e annuncia di offrire ai propri soldati il dono della vita eterna: «Tod, wo ist dein Stachel? Hölle, wo ist dein Sieg?» («Morte, dov'è il tuo pungiglione? Inferno, dov'è la tua vittoria?»).
Quadro terzo
È in corso la guerra di tutti contro tutti. Sul campo di battaglia, Ein Soldat (un soldato) e Bubikopf (una giovane donna con i capelli alla maschietta) si affrontano come nemici ma, all'improvviso, le armi tacciono. Incapaci di uccidersi l'un l'altra, trasformano l'odio in amore. Bubikopf, gettandosi tra le braccia del Soldato, intona l'aria Ist's wahr, daß es Landschaften gibt, die nicht von Granattrichten öd sind? (È vero che ci son paesaggi senza buche di granate?), sognando meravigliosi posti lontani: «Ist's wahr, daß es Wiesen gibt, die voll buntheit und Duft sind?» («È vero che ci son prati colmi di vari colori e profumi?»). Tamburino li richiama al dovere di combattenti ma Bubikopf replica: «Der Tod ist tot, zu Ende ist die Kriegesnot!» («La Morte è morta, finita la bellicosa angoscia!»). Assieme al soldato, cantano: «Nun ist sie erblüht, die den Tod verschönt, die Blume der Liebe, die alles, alles versöhnt» («Ora è fiorito quel che abbella la morte, il fior dell'amore che tutto, tutto concilia»). Il quadro si chiude con un grazioso duettino tra i due.
Quadro quarto
Nel paese regna il caos mentre i sudditi manifestano con rabbia, sospesi in un limbo tra vita e morte. L'Imperatore appare combattuto tra Arlecchino che gli evoca innocenti ricordi d'infanzia e Tamburino che proclama nuovamente la grandezza del Kaiser («Wir Overall, wir Overall»). Arlecchino canta quello che sarà il suo epitaffio, una ninna nanna popolare tedesca (Schlaf, Kindlein schlaf, ich bin ein Epitaph - Dormi, bimbo, dormi), la cui composizione viene da Ulmann attribuita a Johann Friedrich Reichardt (1781). L'altoparlante comunica il crollo imminente delle fortezze imperiali e Kaiser Overall, in preda alla follia, intona un terzetto con Arlecchino e Tamburino sul ritmo di una musica da caffè concerto. L'Imperatore, fissando lo specchio velato si chiede: «Wie sieht ein Mensch aus? Bin ich denn noch ein Mensch oder die Rechenmaschine Gottes?» («Cos'è mai un uomo? Sono ancora un uomo o il pallottoliere di Dio?»). Strappa il panno dallo specchio dietro il quale si cela il riflesso della Morte. «Wer bist du?» («Chi sei?»), chiede. Lei descrive il suo ruolo con modestia: «Ich bin der Tod, der Gärtner Tod, und jäte welkes Unkraut müder Kreaturen» («Son la Morte, la Morte giardiniera, sarchio l'erbaccia appassita di stanche creature»). La Morte si duole se, anziché portare sofferenza, redime dal dolore. Viene richiamata dall'Imperatore ai propri doveri e lei propone una soluzione: «Ich will versöhnt sein» («Farò la pace»), ma solo «se tu saprai affrontare il sacrificio di patire per primo la nuova morte» («wenn du das Opfer bringen kannst, als erster den neuen Tod zu leiden»). Con un po' di reticenza, l'Imperatore accetta e la Morte lo conduce attraverso lo specchio scomparendo dalla scena. L'opera si conclude con un Largo alludente al corale Ein feste Burg ist unser Gott (Forte rocca è il nostro Dio), già utilizzato da compositori ebrei come Mendelssohn e Meyerbeer ma modificato nel testo («Comm Tod, du unser werter Gast» - «Vieni, Morte, o nostra degna ospite»). Nell'epilogo, i personaggi Bubikopf, Tamburino, Arlecchino e Altoparlante, enunciano la morale dell'opera che diventa il suo sacro comandamento: «Du sollst den großen Namen Tod nicht eitel beschwören» («Non nominare il grande nome della Morte invano»). Si dissipano le tensioni accumulate in precedenza e lo slancio conclusivo diventa il messaggio di Kaiser von Atlantis, monito per il futuro e per l'umanità intera.

## Curiosità
- Nell'ottobre del 1917 Viktor Ullmann prese parte, nei pressi di Plezzo, alla dodicesima battaglia dell'Isonzo (Zwölfte Isonzoschlacht) come osservatore di artiglieria dell'Esercito austroungarico.[56] Riassegnato nel dicembre 1917 al campo militare di Barcola, frazione di Trieste, nel marzo 1918 diede due concerti al Narodni Dom, uno dei quali di beneficenza in aiuto agli orfani di guerra.[57] Durante il periodo triestino, Ullmann si appassionò alle opere di Rainer Maria Rilke e, in particolare, al poema Die Weise von Liebe und Tod des Cornet Christoph Rilke.[34][58]
- Del cast di Terezín, sopravvisse alla persecuzione nazista solamente il basso Karel Berman che, ironicamente, avrebbe dovuto interpretare il ruolo della Morte.[59]
- Harlekin (Arlecchino), talora messo in scena come Pierrot[27][60], è un personaggio che poco assomiglia alla nota maschera della commedia dell'arte. Nell'opera di Ullmann è un barbuto vegliardo, icona scenica della vita.
- Hans Günther Adler donò il manoscritto originale e due copie del libretto in suo possesso al Goetheanum di Dornach[7], il centro progettato per la divulgazione dell'Antroposofia, movimento a cui Ulmann fu associato.
- Per arrangiare l'edizione del 1975, Kerry Woodward consultò Rosemary Brown, una medium di spicco, nota per comunicare con compositori defunti dei quali trascriveva le composizioni che le venivano dettate.[61] Affermò di essere entrata in contatto con Ullmann e passò i suggerimenti del compositore defunto a Woodward, che li inserì nella sua edizione.[7]

## Incisioni discografiche
- Decca 440 854-2: Iris Vermillion, Michael Kraus, Herbert Lippert, Christiane Oelze, Walter Berry, Martin Petzold, Franz Mazura; Leipzig Gewandhaus Orchestra; Lothar Zagrosek, direttore d'orchestra.[62] Per questa registrazione è stata scelta un'orchestra allargata e il pianoforte in sostituzione del clavicembalo.
- Studio Matouš 0022-2 631: Stephen Swanson, Rupert Bergmann, Johannes Strasser, Stefani Kahl, Krassimir Tassev, Ingrid Niedermayr; Arbos Gesellschaft für Musik und Theater/Ensemble Kreativ; Alexander Drčar, direttore d'orchestra.[63] Questa registrazione utilizza la strumentazione originale.

## Film opera e DVD
- WDR/BBC/Clasart - Der Kaiser von Atlantis, film per la televisione (durata 57 minuti), trasmesso il 3 marzo 1979 su BBC2. Regia John Goldschmidt, protagonisti: Siegmund Nimsgern (Kaiser Overall), Teresa Stratas (Der Trommler), Richard Cross (Der Lautsprecher), Rüdiger Wohlers (Ein Soldat), Janet Perry (Bubikopf), Richard Lewis (Pierrot). Orchestra: London Sinfonietta, diretta da Kerry Woodward. Film vincitore del Prix Italia per la Musica 1978. Comprende un breve documentario introduttivo sulla genesi dell'opera, incentrato sull'intervista a H.G. Adler e arricchito delle illustrazioni disegnate degli stessi prigionieri nel campo di concentramento.[64][65]
- ARBOS-DVD - Spuren nach Theresienstadt/Tracks to Terezín, con Herbert Thomas Mandl (DVD in inglese e tedesco). Intervista e regia: Herbert Gantschacher, riprese: Robert Schabus. Vienna-Salzburg-Klagenfurt (2007).[66]
- ARBOS-DVD - Viktor Ullmann - Way to the Front 1917, documentario a cura di Herbert Gantschacher e Erich Heyduck. Vienna-Salzburg-Klagenfurt-Arnoldstein (2007).[67][68]
- ARBOS-DVD - The Emperor of Atlantis or The Disobedience of Death, documentario sull'opera of Viktor Ullmann a cura di Herbert Gantschacher e Erich Heyduck. Ingegnere del suono: Roumen Dimitrov. Vienna-Salzburg-Klagenfurt (2009).[67]
- AN films LLC - Emperor of Atlantis, film opera in HD video del Greenwich Music Festival (giugno 2009)[69][70], proiettato in anteprima al Jewish Film Festival di Westchester (2010).[71] Regia Brock Labrenz, protagonisti: Keith Phares (Kaiser Overall), Katherine Pracht (Der Trommler), Jeffrey Tucker (Der Tod, Der Lautsprecher), Matt Morgan (Ein Soldat),Rachelle Durkin (Bubikopf), Peter Tantsits (Harlekin). Orchestra International Contemporary Ensemble (ICE), diretta da Robert Ainsley.